# Juta z Chełmży

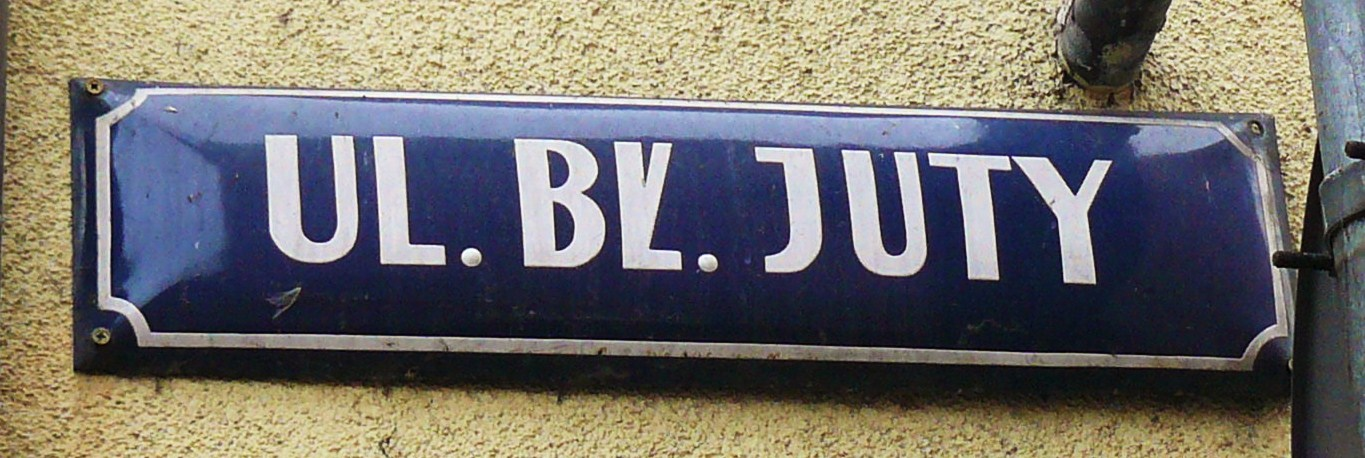
Ulica bł. Juty w Chełmży

Błogosławiona Juta, Juta z Chełmży, Juta z Bielczyn, Juta, niem. Jutta von Sangerhausen (ur. ok. 1220 w Sangerhausen, zm. 12 maja 1260 w Bielczynach k. Chełmży) – niemiecka arystokratka, błogosławiona Kościoła katolickiego, mistyczka i pustelnica.

## Życiorys
Pochodziła z Turyngii, z rodziny rycerskiej. Wyszła za mąż za nieznanego z imienia rycerza von Sangerhausen, w którym tak rozbudziła pobożność, że udał się do Jerozolimy dla uczczenia miejsc świętych. W wieku 20 lat owdowiała (mąż zmarł w drodze do Ziemi Świętej) i samotnie wychowywała dzieci. Juta rozdała majątek ubogim, a sama o „żebraczym chlebie” odwiedzała sanktuaria i posługiwała chorym. Po usamodzielnieniu dzieci, związała się z beginkami i należała do kręgu osób skupionych wokół Mechtyldy z Magdeburga. Około 1256 roku krewny jej męża (Anno von Sangershausen) został wielkim mistrzem krzyżackim i zaprosił Jutę do ziemi chełmińskiej, aby modlitwą i pokutą wspierała dzieło nawracania Prus, Litwy i Jaćwieży. Juta osiadła za murami miasta.
Miała osobisty kontakt z pierwszym biskupem chełmińskim Heidenrykiem oraz Janem z Łobdowa, którzy byli jej spowiednikami. Prowadząc ascetyczny tryb życia, opiekowała się zapewne wraz z innymi beginkami niewielkim szpitalem św. Jerzego na przedmieściach Chełmży.
Tradycja mówiąca o tym, iż osiadła w pustelni w Bielczynach, wydaje się mało wiarygodna z racji na późne pochodzenie mówiących o tym przekazów oraz fakt, że była to praktyka niezgodna z typowym dla duchowości beginek akcentem na pełnienie dzieł miłosierdzia. Legenda mówi, że aby szybciej dotrzeć do kościoła Juta miała dar chodzenia przez jezioro.

## Kult i patronat
Juta zmarła w opinii świętości. Została pochowana w południowej nawie bazyliki konkatedralnej Świętej Trójcy w Chełmży.
Biskup Jan Lipski dekretem z 15 kwietnia 1637 roku zatwierdził kult Juty, polecił wybudować kaplicę ku jej czci na miejscu dawnej pustelni, a zarazem ustanowił ją, wraz z bł. Dorotą z Mątowów, jedną z patronek Prus Królewskich. Powtórne ożywienie kultu bł. Juty nastąpiło za bpa Andrzeja Załuskiego (1739-46). Ufundował on w kościele katedralnym w Chełmży marmurowy ołtarz ku jej czci. Józef Szydzik, proboszcz chełmżyński i fordoński, odnowił kult bł. Juty i wybudował kaplicę pod jej wezwaniem w Bielczynach na miejscu dawnej pustelni i dawniejszych kaplic. 20 maja 1984 biskup chełmiński Marian Przykucki ogłosił bł. Jutę patronką dzieł miłosierdzia diecezji chełmińskiej oraz wyznaczył odpust ku jej czci na trzecią niedzielę maja. W tym samym dniu dokonał poświęcenia nowej kaplicy w Bielczynach, której prezbiterium stanowi dawna kaplica z 1937 roku. Bł. Juta patronuje również Grudziądzkiemu Centrum „Caritas”.

## Dzień obchodów
Jej wspomnienie liturgiczne obchodzone jest 12 maja (diecezja toruńska).

## Ikonografia
W ikonografii bł. Juta przedstawiana jest w prostej sukni, przypominającej zakonny habit, we wdowim welonie na głowie.

## Teksty źródłowe
Błogosławiona Juta cudami słynąca w Chełmży – Rozdział z Kalendarza Księdza Szydzika dotyczący Błogosławionej Juty 